# Intel Xeon (NetBurst)

Altes Logo der Xeon-NetBurst-Reihe

Die Intel-Xeon-Serie auf Basis der NetBurst-Mikroarchitektur ist eine Familie von Mikroprozessoren für Server und Workstations. Sie stellen die Nachfolger der P6-basierten Xeon-Prozessoren dar.

## Namensgebung
Mit der Einführung der NetBurst-Architektur wurde zur Unterscheidung die Suffixe DP und MP eingeführt. Diese beschreiben, ob der Prozessor für Dual-Prozessor- (Xeon DP) oder Multi-Prozessor-Systeme (Xeon MP) geeignet ist.

## Modelldaten Xeon DP

### Modelldaten Sockel 603

#### Foster-256

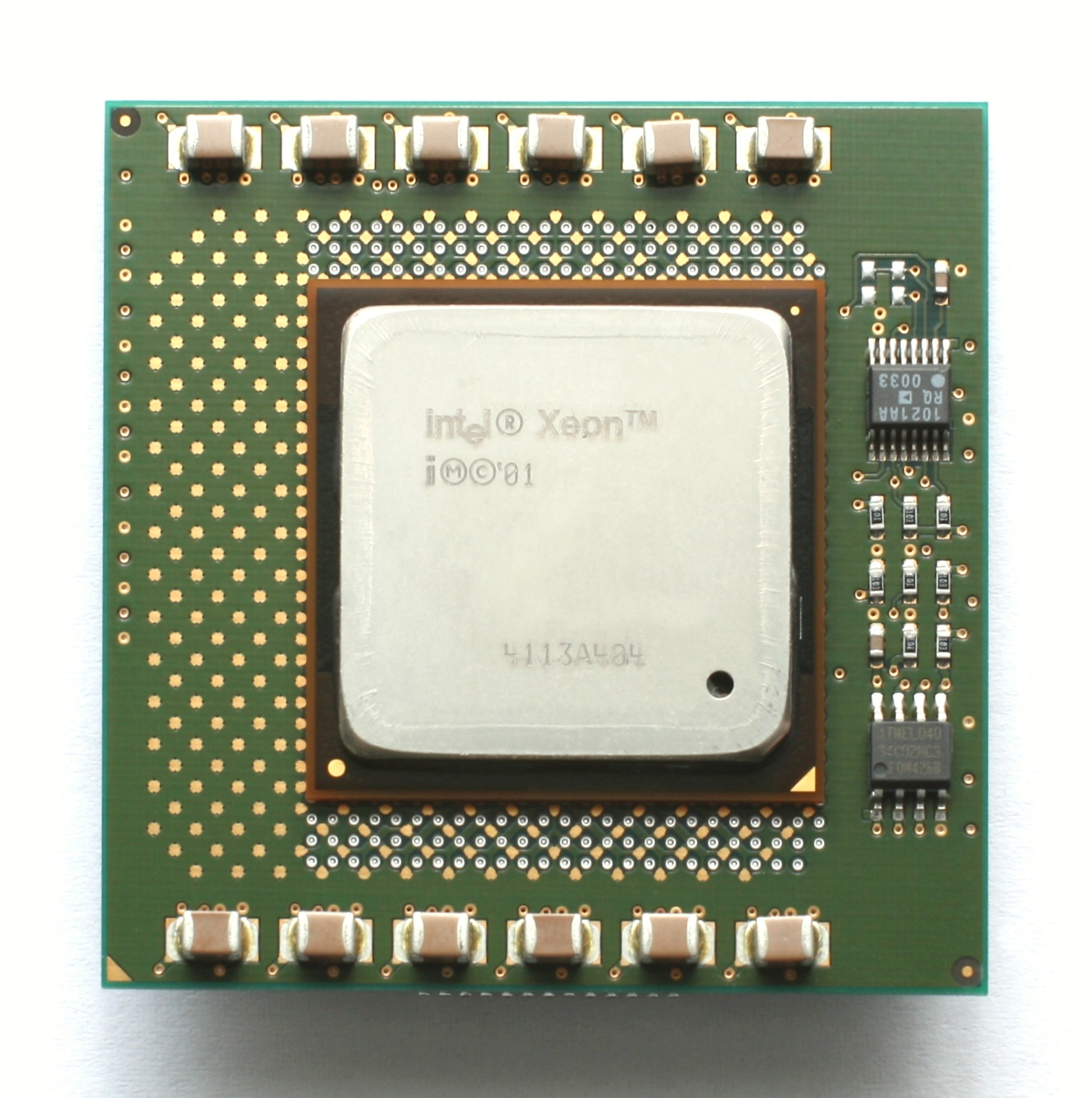
Xeon DP Foster-256 mit 1,4 GHz

- L1-Cache: 8 KiB Instruktionen + 12.000 µOps
- L2-Cache: 256 KiB mit Prozessortakt
- L3-Cache: 512 KiB mit Prozessortakt?
- MMX, SSE, SSE2
- Sockel 603, AGTL+ mit 100 MHz (quadpumped, FSB 400)
- Betriebsspannung (VCore): 1,7 V
- Leistungsaufnahme (TDP): 72 W
- Fertigungstechnik: 180 nm
- Taktraten:
  - 1,4 GHz
  - 1,5 GHz
  - 1,7 GHz
  - 2,0 GHz

#### Foster-512
- L1-Cache: 8 KiB Instruktionen + 12.000 µOps
- L2-Cache: 512 KiB mit Prozessortakt
- L3-Cache: 512 KiB mit Prozessortakt?
- MMX, SSE, SSE2
- Sockel 603, AGTL+ mit 100 MHz (quadpumped, FSB 400)
- Betriebsspannung (VCore): 1,7 V
- Leistungsaufnahme (TDP): 72 W
- Fertigungstechnik: 180 nm
- Taktraten:
  - 1,5 GHz
  - 1,7 GHz

#### Foster
- L1-Cache: 8 KiB Instruktionen + 12.000 µOps
- L2-Cache: 1024 KiB mit Prozessortakt
- L3-Cache: 512 KiB mit Prozessortakt?
- MMX, SSE, SSE2
- Sockel 603, AGTL+ mit 100 MHz (quadpumped, FSB 400)
- Betriebsspannung (VCore): 1,7 V
- Leistungsaufnahme (TDP): 72 W
- Fertigungstechnik: 180 nm
- Taktrate:
  - 1,6 GHz

#### Prestonia

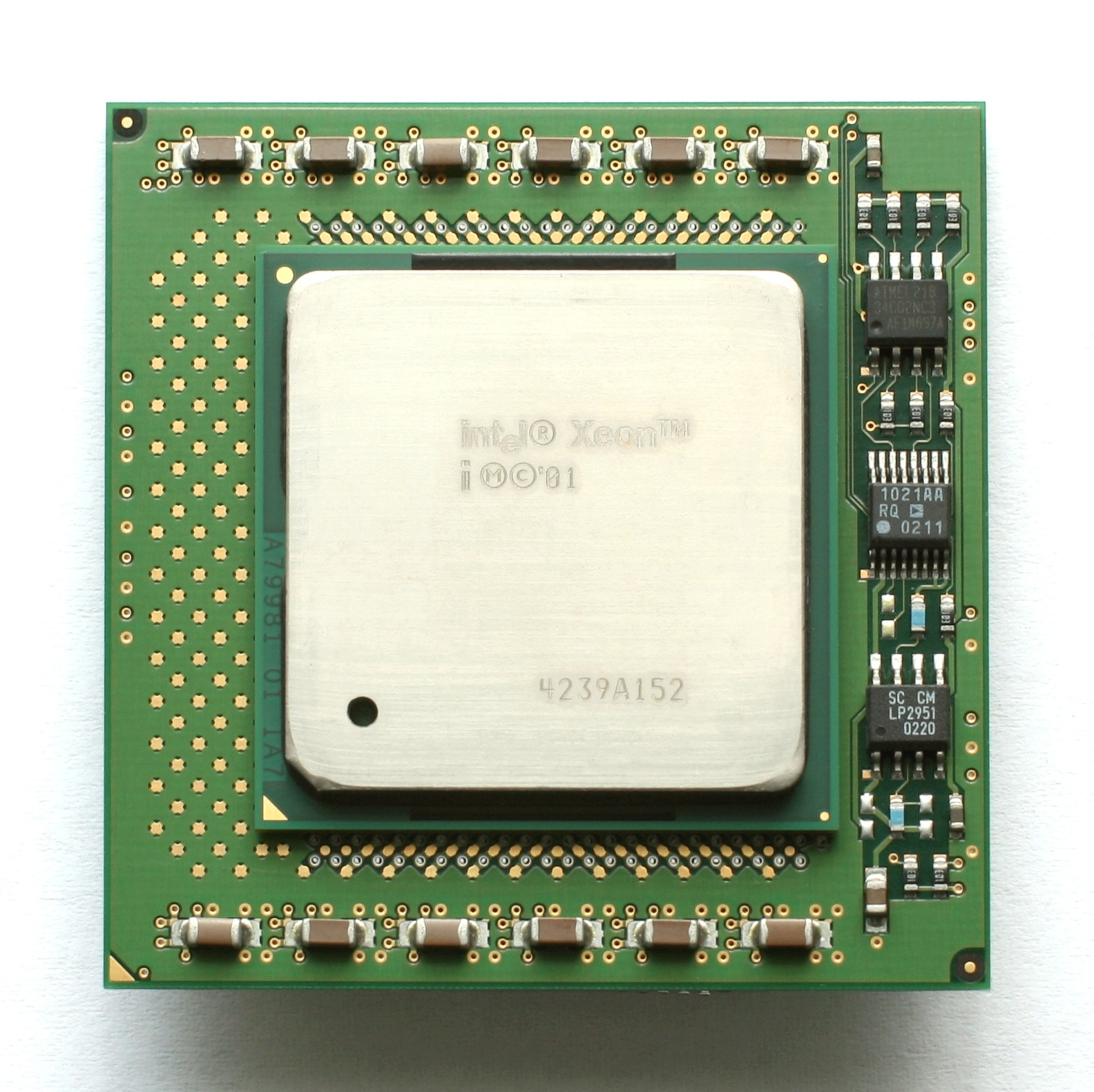
Intel Xeon DP Prestonia-0 für Sockel 603

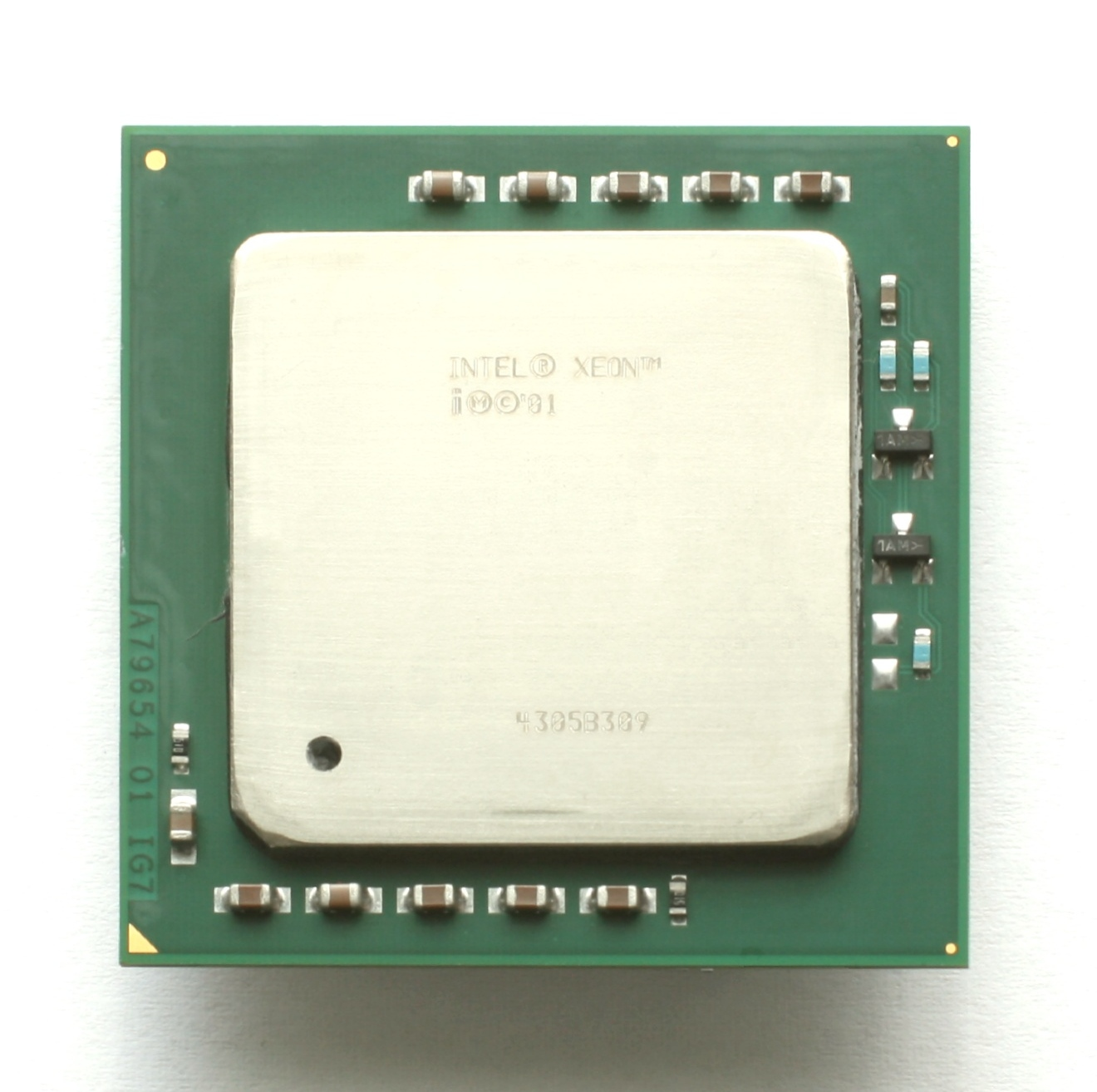
Intel Xeon Prestonia-0 mit 2,66 GHz

- L1-Cache: 8 KiB Instruktionen + 12.000 µOps
- L2-Cache: 512 KiB mit Prozessortakt
- L3-Cache: keiner
- MMX, SSE, SSE2, Hyperthreading
- Sockel 603, AGTL+ mit 100 MHz (quadpumped, FSB 400)
- Betriebsspannung (VCore): 1,5 V
- Leistungsaufnahme (TDP): 92 W
- Erscheinungsdatum: Februar 2002
- Fertigungstechnik: 130 nm
- Taktraten:
  - 1,8 GHz
  - 1,9 GHz
  - 2,0 GHz
  - 2,1 GHz
  - 2,2 GHz
  - 2,3 GHz
  - 2,4 GHz
  - 2,5 GHz
  - 2,6 GHz
  - 2,7 GHz
  - 2,8 GHz
  - 3,0 GHz

### Modelldaten Sockel 604

#### Prestonia
- L1-Cache: 8 KiB Instruktionen + 12.000 µOps
- L2-Cache: 512 KiB mit Prozessortakt
- L3-Cache: keiner
- MMX, SSE, SSE2, Hyperthreading
- Sockel 604, AGTL+ mit 133 MHz (quadpumped, FSB 533)
- Betriebsspannung (VCore): 1,5 V
- Leistungsaufnahme (TDP): 92 W
- Erscheinungsdatum: Februar 2002
- Fertigungstechnik: 130 nm
- Taktraten:
  - 2,00 GHz
  - 2,13 GHz
  - 2,26 GHz
  - 2,40 GHz
  - 2,53 GHz
  - 2,66 GHz
  - 2,80 GHz
  - 3,06 GHz

#### Gallatin / Prestonia-1024
- L1-Cache: 8 KiB Instruktionen + 12.000 µOps
- L2-Cache: 512 KiB mit Prozessortakt
- L3-Cache: 1024 KiB mit Prozessortakt
- MMX, SSE, SSE2, Hyperthreading
- Sockel 604, AGTL+ mit 133 MHz (quadpumped, FSB 533)
- Betriebsspannung (VCore): 1,5 V
- Leistungsaufnahme (TDP): 92 W
- Erscheinungsdatum: März 2003
- Fertigungstechnik: 130 nm
- Taktraten:
  - 2,40 GHz
  - 2,80 GHz
  - 2,93 GHz
  - 3,06 GHz
  - 3,20 GHz

#### Gallatin / Prestonia-2048
- L1-Cache: 8 KiB Instruktionen + 12.000 µOps
- L2-Cache: 512 KiB mit Prozessortakt
- L3-Cache: 2048 KiB mit Prozessortakt
- MMX, SSE, SSE2, Hyperthreading
- Sockel 604, AGTL+ mit 133 MHz (quadpumped, FSB 533)
- Betriebsspannung (VCore): 1,5 V
- Leistungsaufnahme (TDP): 92 W
- Erscheinungsdatum: Februar 2004
- Fertigungstechnik: 130 nm
- Taktrate:
  - 3,20 GHz

#### Nocona

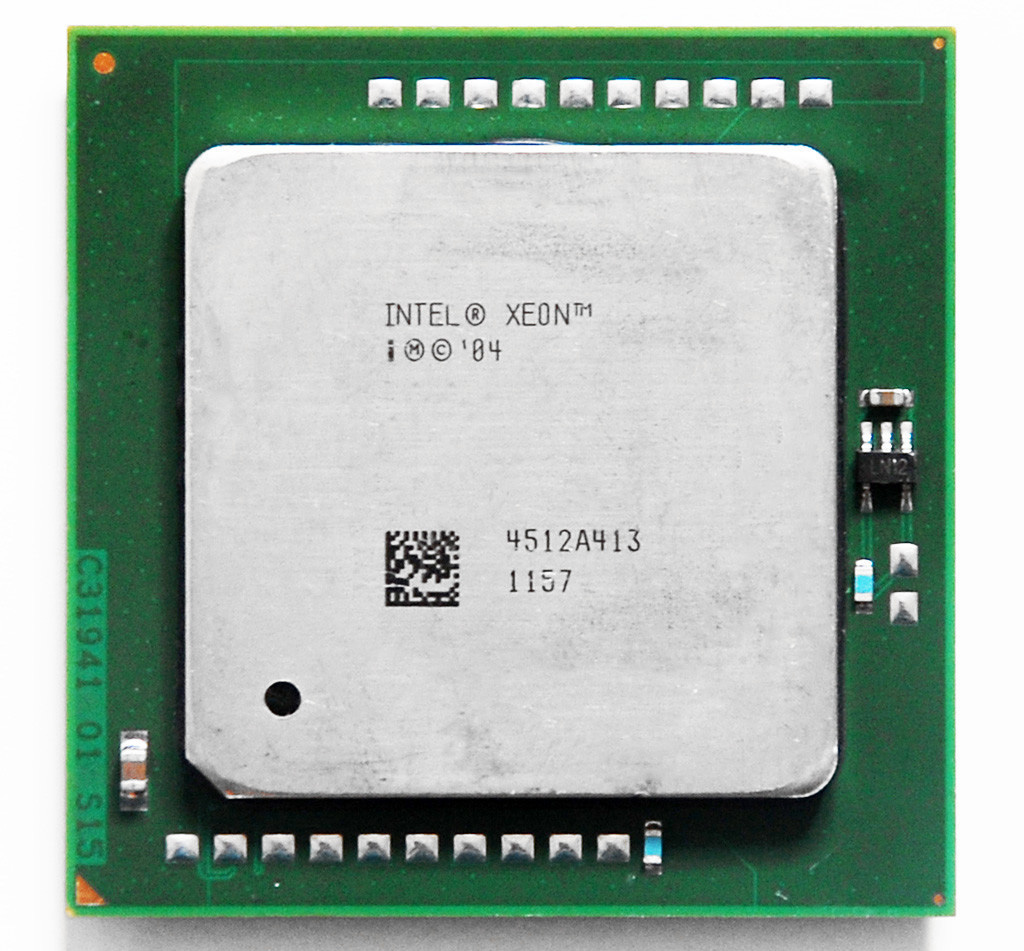
Intel Xeon Nocona mit 3,0 GHz

- L1-Cache: 16 KiB Instruktionen + 12.000 µOps
- L2-Cache: 1024 KiB mit Prozessortakt
- MMX, SSE, SSE2, SSE3, Hyperthreading, teilweise Intel 64
- Sockel 604, AGTL+ mit 200 MHz (quadpumped, FSB 800)
- Betriebsspannung (VCore): 1,4 V (1,2 V bei LV-Version)
- Leistungsaufnahme (TDP): 55–103 W
- Erscheinungsdatum: Juni 2004
- Fertigungstechnik: 90 nm
- Taktraten:
  - ohne Intel 64 (TDP: 103 W):
    - 2,8 GHz
    - 3,0 GHz
    - 3,2 GHz

  - mit Intel 64
    - Standard (TDP: 103 W):
      - 2,8 GHz
      - 3,0 GHz
      - 3,2 GHz
      - 3,4 GHz
      - 3,6 GHz

    - Low Voltage (TDP: 55 W):
      - 2,8 GHz

#### Irwindale

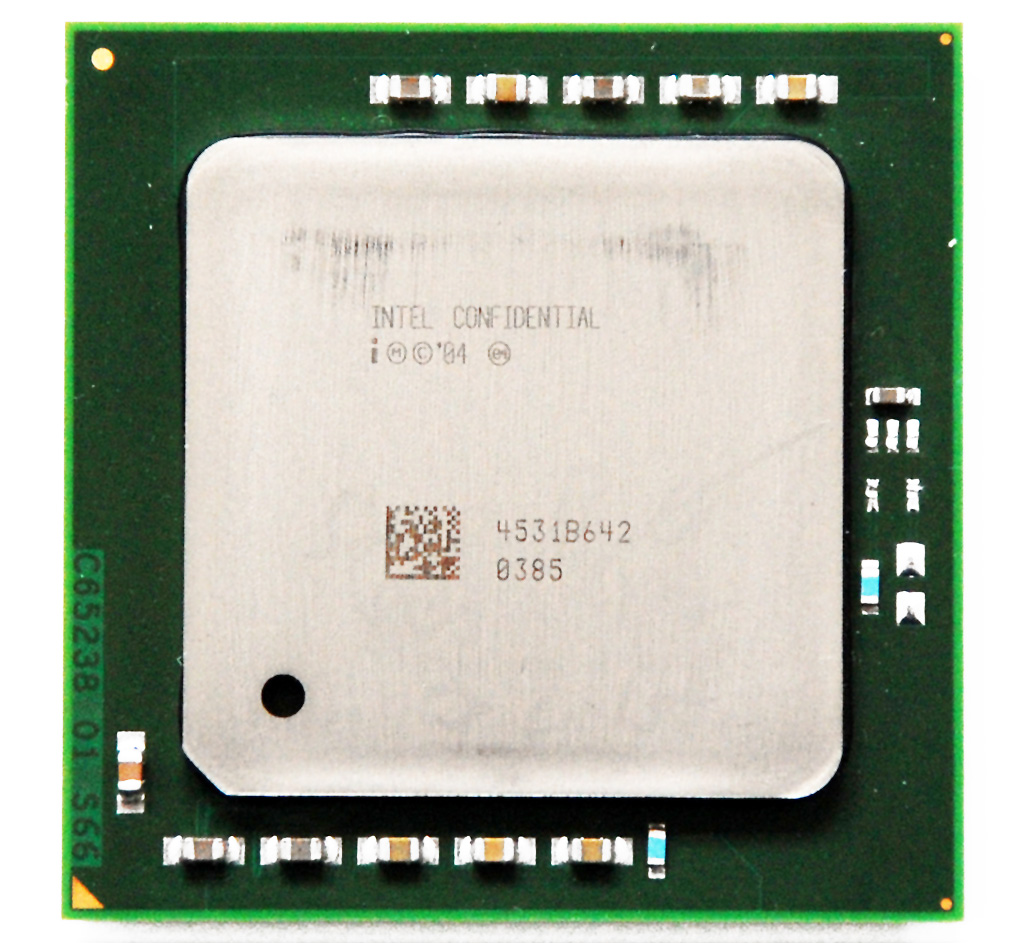
Intel Xeon Irwindale Engineering Sample mit 3,2 GHz

- L1-Cache: 16 KiB Instruktionen + 12.000 µOps
- L2-Cache: 2048 KiB mit Prozessortakt
- MMX, SSE, SSE2, SSE3, Hyperthreading, EM64T (teilweise)
- Sockel 604, AGTL+ mit 200 MHz (quadpumped, FSB 800)
- Betriebsspannung (VCore): 1,38 V
- Leistungsaufnahme (TDP): 110 W
- Erscheinungsdatum: Februar 2005
- Fertigungstechnik: 90 nm
- Taktraten:
  - 2,8 GHz
  - 3,0 GHz
  - 3,2 GHz
  - 3,4 GHz
  - 3,6 GHz
  - 3,8 GHz

#### Paxville
Doppelkernprozessor (Dual-Core)
- L1-Cache: je Kern 16 KiB Instruktionen + 16.000 µOps
- L2-Cache: je Kern 2048 KiB mit Prozessortakt
- MMX, SSE, SSE2, SSE3, Hyperthreading, EM64T, DBS
- Sockel 604, AGTL+ mit 200 MHz (quadpumped, FSB 800)
- Betriebsspannung (VCore): 1,287–1,412 V
- Leistungsaufnahme (TDP): 135 W
- Erscheinungsdatum: 10. Oktober 2005
- Fertigungstechnik: 90 nm
- Taktrate:
  - 2,8 GHz

### Modelldaten Sockel 771

#### Dempsey
Doppelkernprozessor (Dual-Core)
- L1-Cache: je Kern 16 KiB Instruktionen + 16.000 µOps
- L2-Cache: je Kern 2048 KiB mit Prozessortakt
- MMX, SSE, SSE2, SSE3, Hyperthreading, EM64T, DBS, VT
- LGA771, AGTL+ mit 166 oder 266 MHz (quadpumped, FSB 667 oder FSB 1066)
- Leistungsaufnahme (TDP): 95–130 W
- Erscheinungsdatum: 23. Mai 2006
- Fertigungstechnik: 65 nm
- Taktraten: 2,67–3,73 GHz
- Modellnummern:
  - FSB 667, TDP: 95 W
    - 5030: 2,67 GHz
    - 5050: 3,00 GHz

  - FSB 1066, TDP: 130 W
    - 5060: 3,20 GHz
    - 5063: 3,20 GHz
    - 5080: 3,73 GHz

## Modelldaten Xeon MP

### Modelldaten Sockel 603

#### Foster-256
- L1-Cache: 8 KiB Instruktionen + 12.000 µOps
- L2-Cache: 256 KiB mit Prozessortakt
- L3-Cache: 1024 KiB
- MMX, SSE, SSE2
- Sockel 603, AGTL+ mit 100 MHz (quadpumped, FSB 400)
- Betriebsspannung (VCore): 1,7 V
- Leistungsaufnahme (TDP): 72 W
- Fertigungstechnik: 180 nm
- Taktraten:
  - 1,4 GHz
  - 1,5 GHz
  - 1,7 GHz
  - 2,0 GHz

#### Foster-512
- L1-Cache: 8 KiB Instruktionen + 12.000 µOps
- L2-Cache: 512 KiB mit Prozessortakt
- L3-Cache: 1024 KiB
- MMX, SSE, SSE2
- Sockel 603, AGTL+ mit 100 MHz (quadpumped, FSB 400)
- Betriebsspannung (VCore): 1,7 V
- Leistungsaufnahme (TDP): 72 W
- Fertigungstechnik: 180 nm
- Taktraten:
  - 1,5 GHz
  - 1,7 GHz

#### Foster
- L1-Cache: 8 KiB Instruktionen + 12.000 µOps
- L2-Cache: 1024 KiB mit Prozessortakt
- L3-Cache: 1024 KiB
- MMX, SSE, SSE2
- Sockel 603, AGTL+ mit 100 MHz (quadpumped, FSB 400)
- Betriebsspannung (VCore): 1,7 V
- Leistungsaufnahme (TDP): 72 W
- Fertigungstechnik: 180 nm
- Taktrate:
  - 1,6 GHz

#### Gallatin-1024

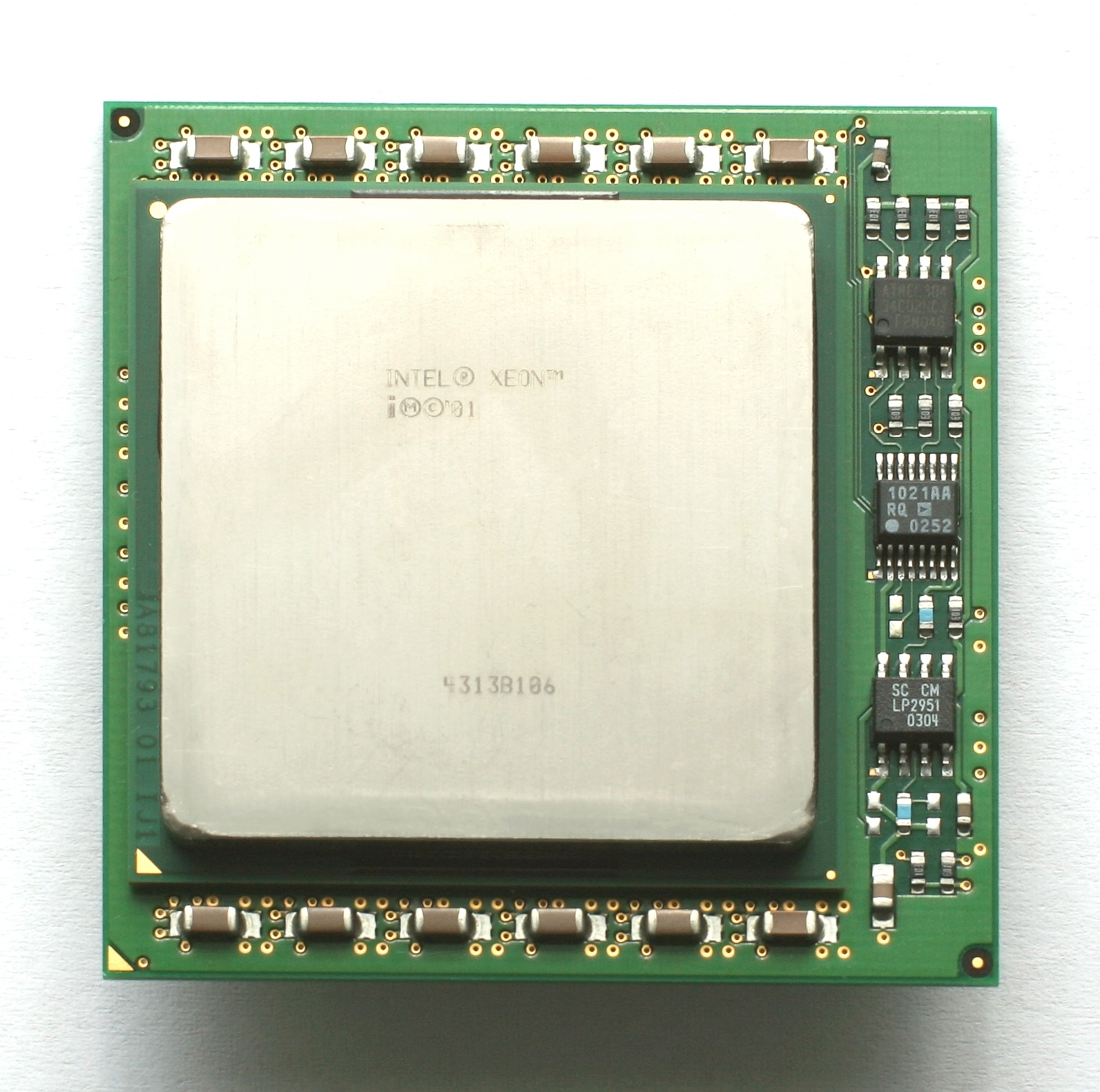
Intel Xeon MP Gallatin-1024

- L1-Cache: 8 KiB Instruktionen + 12.000 µOps
- L2-Cache: 512 KiB mit Prozessortakt
- L3-Cache: 1024 KiB mit Prozessortakt
- MMX, SSE, SSE2, Hyperthreading
- Sockel 603, AGTL+ mit 100 MHz (quadpumped, FSB 400)
- Betriebsspannung (VCore): 1,475 V
- Leistungsaufnahme (TDP): 85 W
- Fertigungstechnik: 130 nm
- Taktraten:
  - 1,5 GHz
  - 1,6 GHz
  - 1,7 GHz
  - 1,8 GHz
  - 1,9 GHz
  - 2,0 GHz
  - 2,1 GHz
  - 2,2 GHz
  - 2,3 GHz
  - 2,4 GHz
  - 2,5 GHz

#### Gallatin-2048

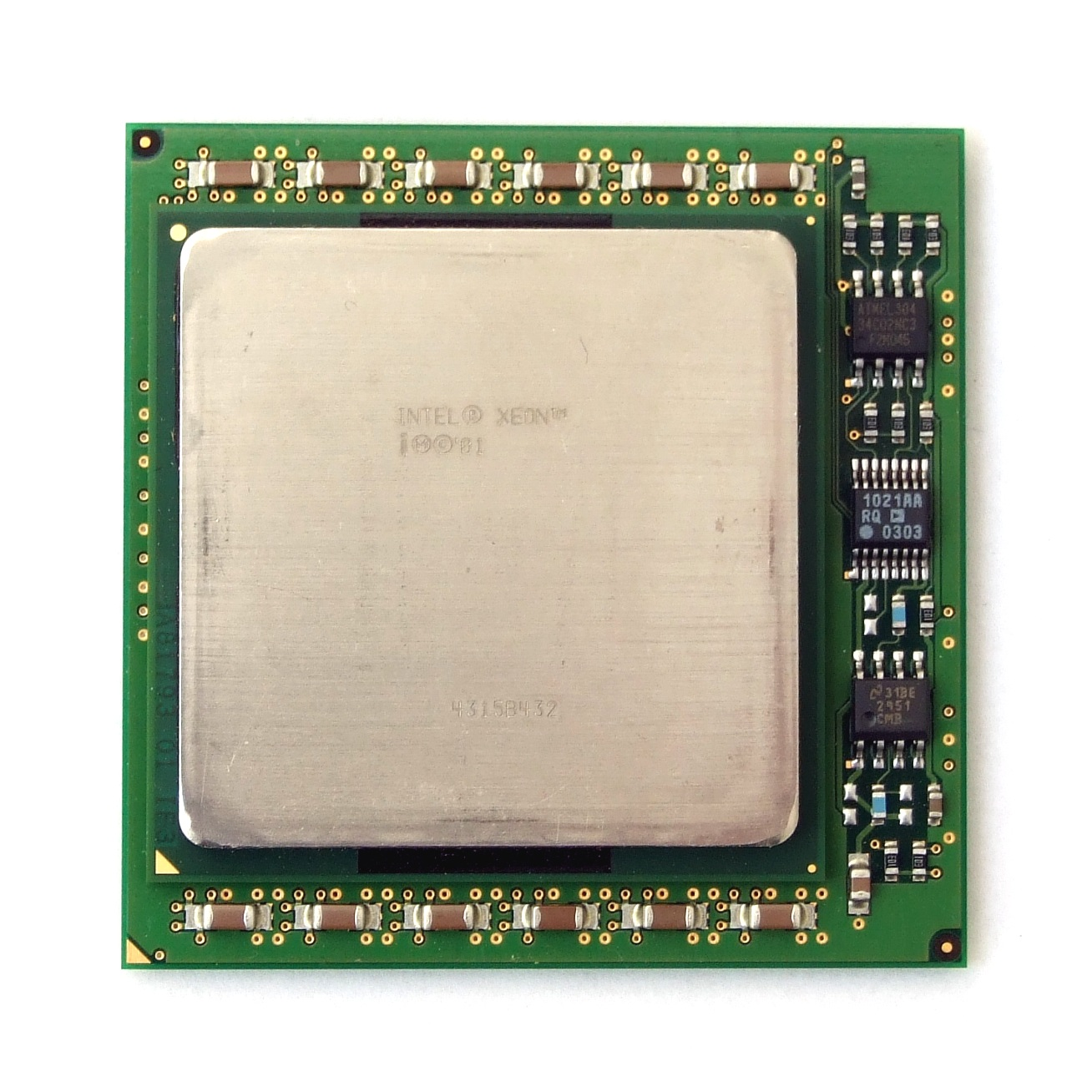
Intel Xeon MP Gallatin-2048

- L1-Cache: 8 KiB Instruktionen + 12.000 µOps
- L2-Cache: 512 KiB mit Prozessortakt
- L3-Cache: 2048 KiB mit Prozessortakt
- MMX, SSE, SSE2, Hyperthreading
- Sockel 603, AGTL+ mit 100 MHz (quadpumped, FSB 400)
- Betriebsspannung (VCore): 1,475 V
- Leistungsaufnahme (TDP): 85 W
- Fertigungstechnik: 130 nm
- Taktraten:
  - 2,0 GHz
  - 2,1 GHz
  - 2,2 GHz
  - 2,3 GHz
  - 2,4 GHz
  - 2,5 GHz
  - 2,6 GHz
  - 2,7 GHz
  - 2,8 GHz

#### Gallatin
- L1-Cache: 8 KiB Instruktionen + 12.000 µOps
- L2-Cache: 512 KiB mit Prozessortakt
- L3-Cache: 4096 KiB mit Prozessortakt
- MMX, SSE, SSE2, Hyperthreading
- Sockel 603, AGTL+ mit 100 MHz (quadpumped, FSB 400)
- Betriebsspannung (VCore): 1,5 V
- Leistungsaufnahme (TDP): 85 W
- Fertigungstechnik: 130 nm
- Taktrate:
  - 3,0 GHz

### Modelldaten Sockel 604

#### Potomac-4096
- L1-Cache: 16 KiB Instruktionen + 16.000 µOps
- L2-Cache: 1024 KiB mit Prozessortakt
- L3-Cache: 4096 KiB mit Prozessortakt
- MMX, SSE, SSE2, SSE3, Hyperthreading, Intel 64, DBS
- Sockel 604, AGTL+ mit 166 MHz (quadpumped, FSB 667)
- Betriebsspannung (VCore): 1,500 V
- Leistungsaufnahme (TDP): 129 W
- Fertigungstechnik: 90 nm
- Taktrate:
  - 2,83 GHz

#### Potomac

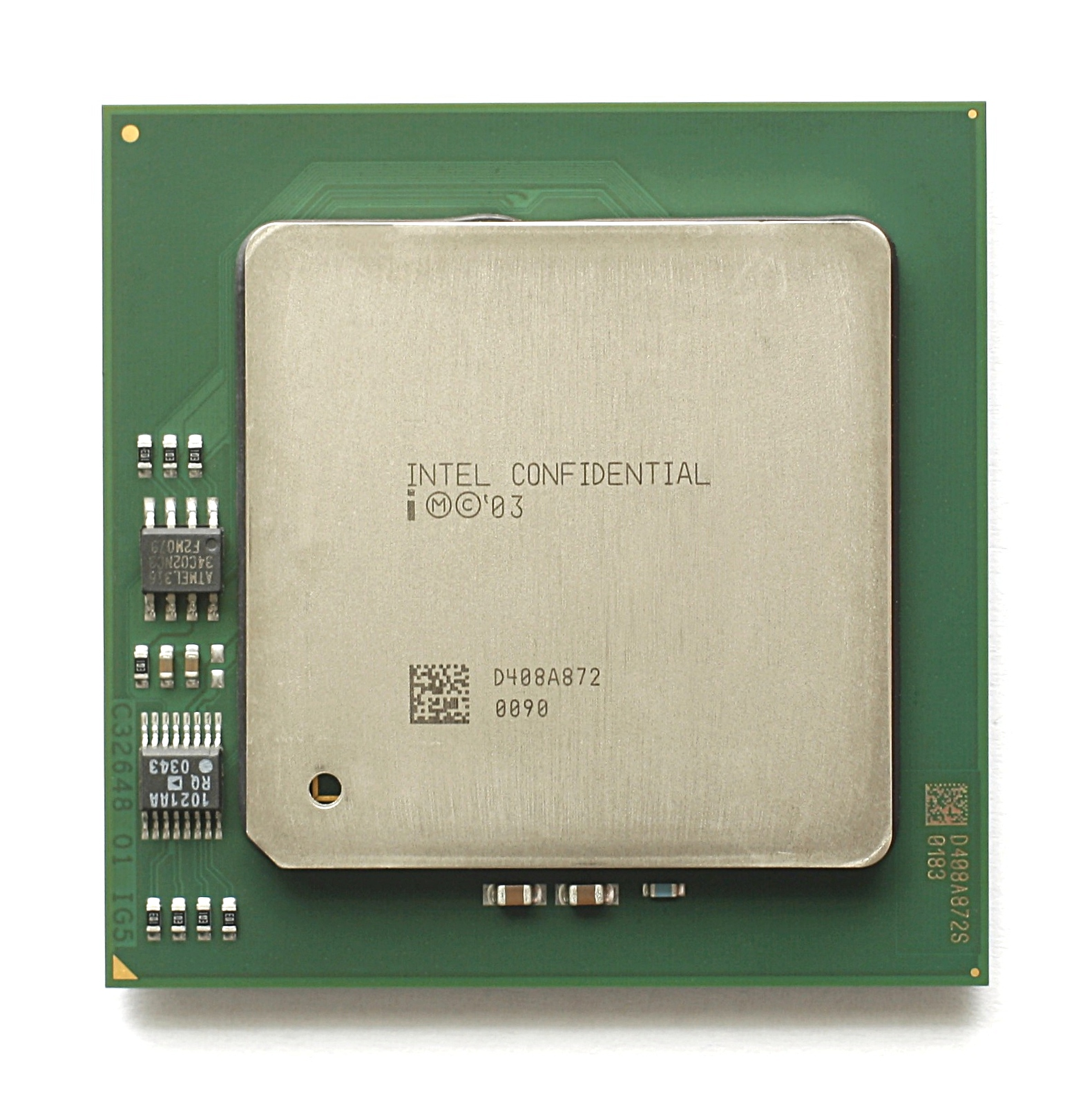
Xeon MP, Potomac, 8 MB L3-Cache, ES

- L1-Cache: 16 KiB Instruktionen + 16.000 µOps
- L2-Cache: 1024 KiB mit Prozessortakt
- L3-Cache: 8192 KiB mit Prozessortakt
- MMX, SSE, SSE2, SSE3, Hyperthreading, Intel 64, DBS
- Sockel 604, AGTL+ mit 166 MHz (quadpumped, FSB 667)
- Betriebsspannung (VCore): 1,500 V
- Leistungsaufnahme (TDP): 129 W
- Fertigungstechnik: 90 nm
- Taktraten:
  - 3,00 GHz
  - 3,66 GHz

#### Cranford
Single-Core
- L1-Cache: j16 KiB Instruktionen + 16.000 µOps
- L2-Cache: 1024 KiB mit Prozessortakt
- MMX, SSE, SSE2, SSE3, Hyperthreading, Intel 64, DBS
- Sockel 604, AGTL+ mit 166 MHz oder 200 MHz (quadpumped, FSB 667 oder FSB 800)
- Betriebsspannung (VCore): 1,2875–1,4 V
- Leistungsaufnahme (TDP): 110 W
- Erscheinungsdatum: März 2005
- Preis bei Einführung: $722 - $963
- Fertigungstechnik: 90 nm
- Bus-Speed: 166 MHz (quadpumped, FSB 667)
- 3,16 GHz (RK80546KF0871M)
- 3,33 GHz (RK80546KF0931M)
- 3,66 GHz (RK80546KF1071M)

#### Paxville
Doppelkernprozessor (Dual-Core)
- L1-Cache: je Kern 16 KiB Instruktionen + 16.000 µOps
- L2-Cache: je Kern 2048 KiB mit Prozessortakt
- MMX, SSE, SSE2, SSE3, Hyperthreading, Intel 64, DBS
- Sockel 604, AGTL+ mit 166 MHz oder 200 MHz (quadpumped, FSB 667 oder FSB 800)
- Betriebsspannung (VCore): 1,262–1,412 V
- Leistungsaufnahme (TDP): 165 W
- Erscheinungsdatum: Dezember 2005
- Fertigungstechnik: 90 nm
- Taktraten: 2,66–3,00 GHz
- Modellnummern:
  - 166 MHz FSB
    - 7020: 2,66 GHz
    - 7040: 3,00 GHz

  - 200 MHz FSB
    - 7030: 2,80 GHz
    - 7041: 3,00 GHz

#### Tulsa-4096
Doppelkernprozessor (Dual-Core)
- L1-Cache: je Kern 16 KiB Instruktionen + 16.000 µOps
- L2-Cache: je Kern 2048 KiB mit Prozessortakt
- L3-Cache: 4096 KiB mit Prozessortakt
- MMX, SSE, SSE2, SSE3, Hyperthreading, Intel 64, VT, DBS
- Sockel 604, AGTL+ mit 166 oder 200 MHz (quadpumped, FSB 667 oder FSB 800)
- Leistungsaufnahme (TDP): 95 W
- Erscheinungsdatum: 28. August 2006
- Fertigungstechnik: 65 nm
- Die-Größe: 424 mm² bei 1380 Millionen Transistoren
- Taktraten: 2,50–3,00 GHz
- Modellnummern:
  - 166 MHz FSB
    - 7110N: 2,5 GHz
    - 7120N: 3,0 GHz

  - 200 MHz FSB
    - 7110M: 2,6 GHz
    - 7120M: 3,0 GHz

#### Tulsa-8192
Doppelkernprozessor (Dual-Core)
- L1-Cache: je Kern 16 KiB Instruktionen + 16.000 µOps
- L2-Cache: je Kern 2048 KiB mit Prozessortakt
- L3-Cache: 8192 KiB mit Prozessortakt
- MMX, SSE, SSE2, SSE3, Hyperthreading, Intel 64, VT, DBS
- Sockel 604, AGTL+ mit 166 oder 200 MHz (quadpumped, FSB 667 oder FSB 800)
- Leistungsaufnahme (TDP): 150 W
- Erscheinungsdatum: 28. August 2006
- Fertigungstechnik: 65 nm
- Die-Größe: 424 mm² bei 1380 Millionen Transistoren
- Taktraten: 3,16–3,20 GHz
- Modellnummern:
  - 166 MHz FSB
    - 7130N: 3,16 GHz

  - 200 MHz FSB
    - 7130M: 3,20 GHz

#### Tulsa
Doppelkernprozessor (Dual-Core)
- L1-Cache: je Kern 16 KiB Instruktionen + 16.000 µOps
- L2-Cache: je Kern 2048 KiB mit Prozessortakt
- L3-Cache: 16 MiB mit Prozessortakt
- MMX, SSE, SSE2, SSE3, Hyperthreading, Intel 64, VT, DBS
- Sockel 604, AGTL+ mit 166 oder 200 MHz (quadpumped, FSB 667 oder FSB 800)
- Leistungsaufnahme (TDP): 150 W
- Erscheinungsdatum: 28. August 2006
- Fertigungstechnik: 65 nm
- Die-Größe: 424 mm² bei 1380 Millionen Transistoren
- Taktraten: 3,33–3,50 GHz
- Modellnummern:
  - 166 MHz FSB
    - 7140N: 3,33 GHz
    - 7150N: 3,50 GHz

  - 200 MHz FSB
    - 7140M: 3,40 GHz